# Ensemble (chanson de Aliocha Schneider)
Pour les articles homonymes, voir Ensemble (homonymie).
Ensemble est une chanson écrite, composée et interprétée par Aliocha Schneider en duo avec Charlotte Cardin.

## Historique
Pendant qu'il est en tournage à Athènes pour la série Salade grecque, Aliocha Schneider ressent le besoin d'écrire une chanson sur la difficulté d'être éloigné de sa compagne Charlotte Cardin.
Le single est le deuxième extrait du premier album en français d'Aliocha Schneider sorti en 2023.
La chanson est nommée aux Victoires de la musique 2025. 